# Biármia

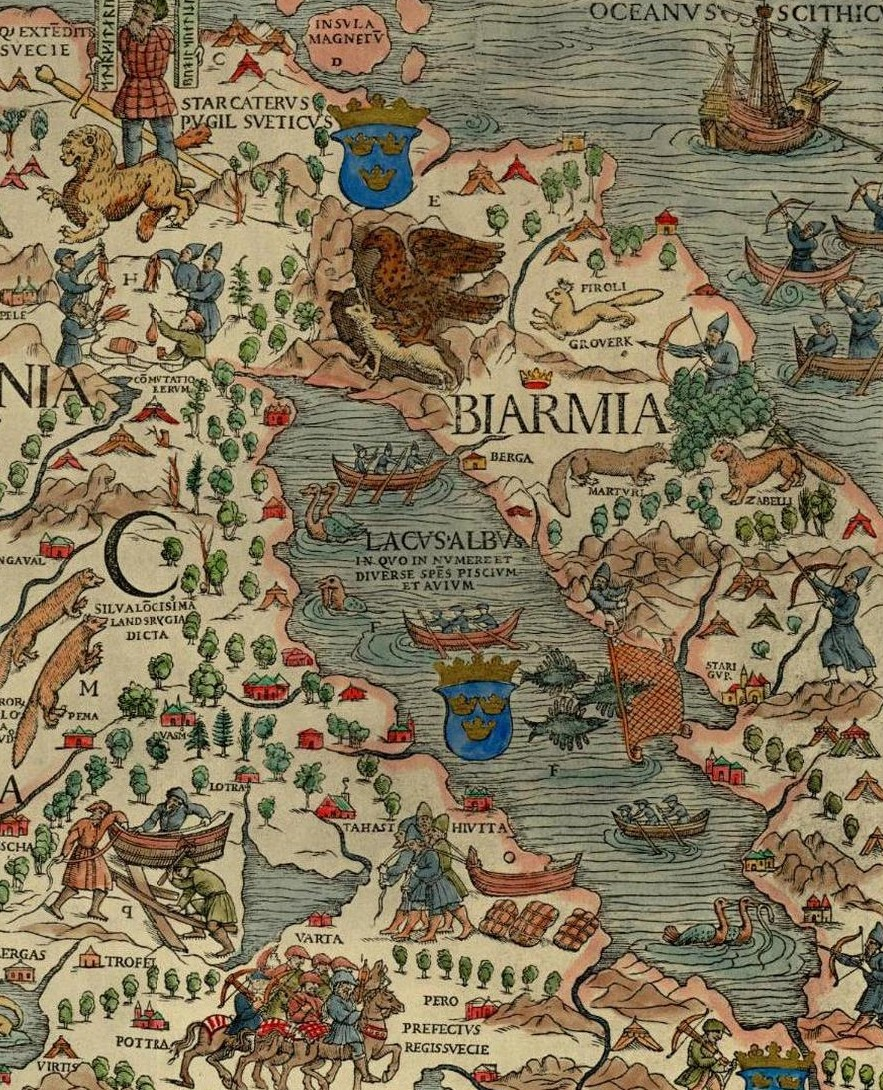
Biármia, tal como ilustrada na Carta Marina (1539), de Olavo Magno

Biármia (em latim: Biarmia/Byarmia; em nórdico antigo: Bjarmaland, Bjarmland ou Bjarmia; em inglês antigo: Beormaland) era um território mencionado nas sagas nórdicas por toda a Era Viquingue e mesmo depois. O termo pode ter designado as margens meridionais do Mar Branco e a bacia do rio Duína do Norte, áreas que atualmente são ocupadas pelo Oblast de Arkhangelsk, na Rússia.
Acredita-se que o seu nome venha da palavra fino-úgrica perm, que significaria "mercadores viajantes". Alguns linguistas, no entanto, consideram esta teoria especulativa. O comércio da "Biármia" alcançaria até o sudeste da Bulgária do Volga, onde também interagiam com os escandinavos que ali chegavam, vindos do mar Báltico.